# Мартинець Микола Гнатович
Микола Гнатович Мартинець (8 грудня 1933, село Вербіж, тепер Стрийського району Львівської області — 24 січня 2015, місто Львів) — український радянський діяч, старший майстер, бригадир Львівського виробничого взуттєвого об'єднання «Прогрес» Львівської області. Герой Соціалістичної Праці (16.01.1974).

## Біографія
Народився в багатодітній селянській родині. У 1949 році закінчив семирічну школу в селі Вербіж.
З 1949 року — робітник, прикріплювач деталей низу взуття, старший майстер, бригадир шостого цеху Львівської взуттєвої фабрики (потім — Львівського виробничого взуттєвого об'єднання «Прогрес»).
Служив у Радянській армії, після демобілізації повернувся на взуттєву фабрику.
Указом Президії Верховної Ради СРСР від 16 січня 1974 року Миколі Мартинцю присвоєно звання Героя Соціалістичної Праці з врученням ордена Леніна і золотої медалі «Серп і Молот».
У 1975 році заочно закінчив Одеський технікум легкої промисловості.
Потім — на пенсії в місті Львові.

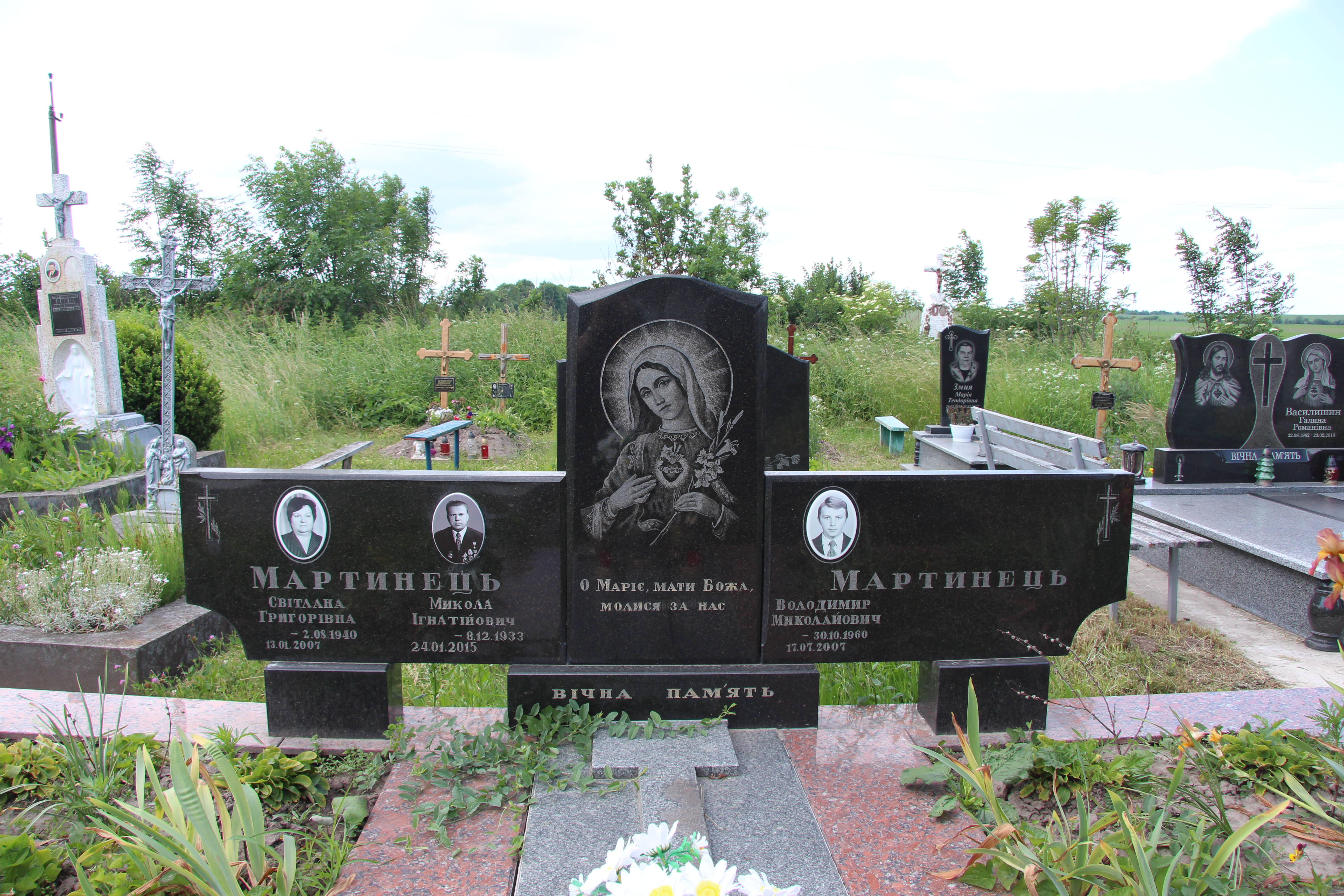

Помер у Львові, похований на цвинтарі села Вербіж Стрийського району Львівської області.

## Нагороди
- Герой Соціалістичної Праці (16.01.1974)
- орден Леніна (16.01.1974)
- медалі